# قرار مجلس الأمن التابع للأمم المتحدة رقم 1827
قرار مجلس الأمن التابع للأمم المتحدة رقم 1827 المتخذ بالإجماع في 30 يوليو 2008.

## القرار
أنهى مجلس الأمن تفويض قوة حفظ السلام البالغة من العمر ثماني سنوات لمراقبة النزاع الحدودي بين إثيوبيا وإريتريا، وطلب من الأمين العام للأمم المتحدة بان كي مون أن يستكشف مع دولتي القرن الأفريقي إمكانية تواجد الأمم المتحدة في المنطقة.
اتخذ المجلس بالإجماع القرار 1827 (2008)، وقرر إنهاء بعثة الأمم المتحدة في إثيوبيا وإريتريا (UNMEE) عندما تنتهي ولايتها يوم الخميس 31 يوليو، ودعا الجانبين إلى التعاون الكامل مع الهيئة الدولية في تصفية البعثة. كما طالب إثيوبيا وإريتريا بالامتثال التام لالتزاماتهما بموجب اتفاقات الجزائر، «لإبداء أقصى درجات ضبط النفس والامتناع عن أي تهديد أو استخدام للقوة ضد بعضهما البعض، وتجنب الأنشطة العسكرية الاستفزازية».
وأكد المجلس أن الإنهاء لم يخل بالتزامات إثيوبيا وإريتريا بموجب اتفاقات الجزائر، التي اتفق بموجبها كلا البلدين على أن قرارات لجنة الحدود بين إريتريا وإثيوبيا ستكون نهائية وملزمة، وأن تحترم قوات كل منهما سلامة المنطقة الأمنية المؤقتة (TSZ).
وأعرب المجلس عن أسفه لأن العراقيل التي مارستها إريتريا تجاه بعثة الأمم المتحدة «وصلت إلى مستوى يقوض أساس ولاية البعثة ويجبرها على الانتقال مؤقتا من إريتريا»، وأشاد المجلس بالجهود التي تبذلها البعثة وأفرادها العسكريون والمدنيون لإنجاز مهامهم على الرغم من الظروف الصعبة، وأعرب أيضا عن تقديره العميق لمساهمات وتفاني البلدان المساهمة بقوات في عمل البعثة.
كما أعرب المجلس عن دعمه القوي للجهود المستمرة التي يبذلها الأمين العام والمجتمع الدولي للتعامل مع إثيوبيا وإريتريا لمساعدتهما على تنفيذ اتفاقي الجزائر وتطبيع العلاقات بينهما وتعزيز الاستقرار بينهما وإرساء الأساس لاتفاق شامل سلام دائم بينهما. وحث كلا البلدين على قبول المساعي الحميدة للأمين العام.
وبموجب مصطلحات أخرى من النص، أحاط المجلس علما برسالة الأمين العام الموجهة إلى المجلس، المؤرخة 28 تموز / يوليه 2008، والتي تتضمن تقارير عن مشاورات الأمانة العامة مع الأطراف، على أساس الخيارات التالية، التي وردت في تقريره السابق: (أ) بعثة مراقبة عسكرية صغيرة في إثيوبيا؛ (ب) مكتب اتصال سياسي وعسكري صغير في إثيوبيا؛ (ج) مبعوث خاص للأمين العام مقره نيويورك.

## روابط خارجية
- نص القرار في undocs.org